# Маркевич, Богдан Дмитриевич
Богдан Дмитриевич Маркевич (17 февраля 1925, Винники, Польская Республика — 23 августа 2002, Винники, Украина) — советский футбольный тренер. Отец тренера Мирона Маркевича, дед тренера Остапа Маркевича.

## Биография
В годы Второй Мировой войны попал в так называемый контингент и был вывезен на принудительные работы в Германию. После войны был отправлен в ссылку на Урал. Поcле возвращения в Винники много лет выступал за «Пищевик» и за команду кожзавода. В 1954 году получил в её составе Кубок семьсотлетия Львова.
Выступал за команды «Днепр», «Пищевик» и «Жупан» (все из Винников). Работал тренером в командах «Жупан» (Винники) и «Рассвет» (Львов), был тренером-селекционером «Карпат» (Львов) в конце 1960-х и в начале 1970-х годов.
В родных Винниках тренировал юных футболистов, среди которых:
- Роман Покора (выступал, в частности за «Карпаты» Львов и «Металлист» Харьков)
- Ростислав Поточняк («Карпаты» Львов, «Металлист» Харьков)
- Ярослав Грисьо (футбольный арбитр высших лиг СССР и Украины, председатель Федерации футбола Львовской области)
- Юрий Гданский (СКА Львов)
- Роман Весна («Карпаты» Львов)
- Мирон Маркевич («Торпедо» Луцк)

Умер 23 августа 2002 года на 78-м году жизни. Похоронен на Винниковском кладбище.

## Память
- Почётный гражданин Винников.
- Стадион имени Богдана Маркевича в Винниках, где 24 августа 2015 года был открыт памятник Маркевичу[1]. Автор — Василий Гурмак, архитектор — Андрей Лысенко.
- С 2003 года проводится ежегодный юношеский турнир памяти Богдана Маркевича.